# Sridevi

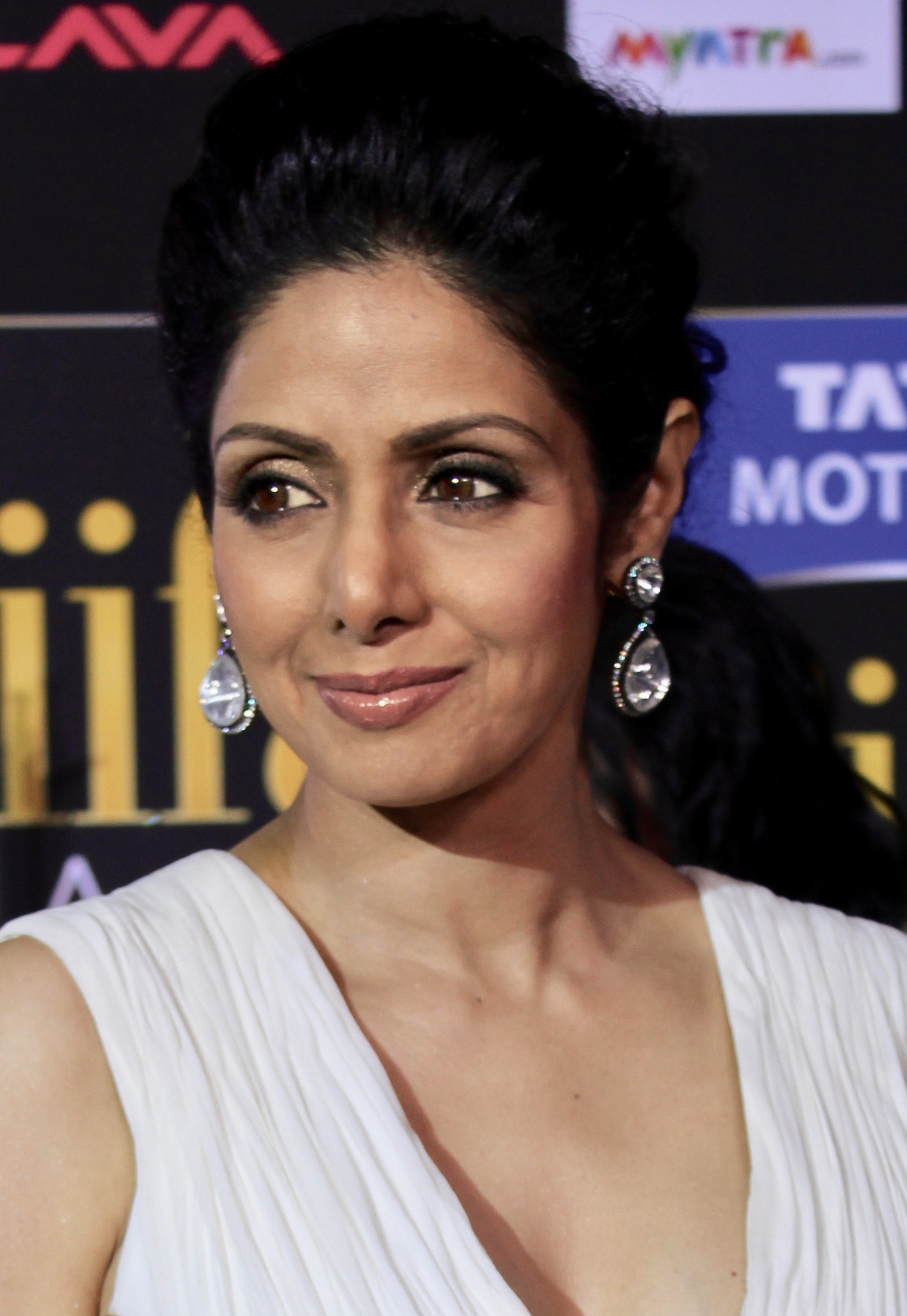
Sridevi Kapoor vid IIFA, 2014.

Sridevi Kapoor, oftast kallad för sitt artistnamn Sridevi, född 13 augusti 1963 i Sivakasi i Tamil Nadu, död 24 februari 2018 i Dubai i Förenade Arabemiraten, var en av Indiens mest välkända Bollywood-skådespelare. Sridevi började sin filmkarriär vid fyra års ålder och medverkade i mer än 250 indiska filmer.
Sridevi drunknade i sitt badkar på ett hotellrum i Dubai efter att ha svimmat. Som en av de allra största filmstjärnorna i Indien, orsakade hennes död nationell sorg. Premiärminister Narendra Modi uttryckte sin sorg i en tweet och människor samlades utanför Sridevis hem i Mumbai.